# Menhir del Molí d'Eina
El Menhir del Molí d'Eina, o del Pla del Bac és un menhir del terme comunal d'Eina, de l'Alta Cerdanya, a la Catalunya del Nord.
Està situat a 1.565 m alt al nord-oest del terme d'Eina, a prop i també al nord-oest del poble d'Eina, a tocar de la carretera D - 29, a llevant de la partida del Port, al sud del Molí de Baix i al nord del Pla del Bac.